# Dumîci (Poharîsko), Jovkva
Dumîci (în ucraineană Думичі) este un sat în comuna Poharîsko din raionul Jovkva, regiunea Liov, Ucraina.

## Demografie
Componența lingvistică a localității Dumîci
     Ucraineană (99,7%)
     Alte limbi (0,15%)
Conform recensământului din 2001, majoritatea populației localității Dumîci era vorbitoare de ucraineană (99,7%), existând în minoritate și vorbitori de alte limbi.